# Go-Fukakusa
Go-Fukakusa (jap. 後深草天皇, Go-Fukakusa-Tennō; * 28. Juni 1243; † 17. August 1304) war der 89. Tennō von Japan (16. Februar 1246 bis 9. Januar 1259). Sein Eigenname war Hisahito (久仁).
Zu seinem Erzieher wurde kurz nach seiner Geburt Ichijō Sanetsune ernannt, der auch für ihn die Regentschaft führte, nachdem sein Vater, der Go-Saga-Tennō zurückgetreten war. Go-Fukakusa war bei Amtsantritt drei Jahre alt. Am 9. Januar 1259 trat er zurück und wurde Mönch. Er starb am 17. August 1304 im Alter von 61 Jahren.